# سفال فاطمی
مطالعه روی سفال فاطمی محدودبوده وبیشتربه بررسی موضوع نوشته‌ها،تشخیص هنرمندوازهمه مهمترتاریخ‌گذاری اختصاص داشت.پدیدهٔ سفال فاطمی ظهورناگهانی اش درقرن10میلادی به‌طورجدی بررسی نشد،سفال‌های اولیهٔ مصر فاطمی ازلحاظ ظاهری شبیه به سفال فلز آذین عباسی است که از عراق توسط تلونی هادرقرنهای 9و10میلادی به مصرواردشده‌است.سفالگران مصری سفالهیای فلزآذینی رابانقش ونگارهای آبستره و گل وبته‌های طبیعی تربه مرغوبیت فلزآذین‌های عباسی ساختند.کاسه ی موزه ی بناکی باتصویرشاهزاده‌ای در حال گوش دادن به موسیقی ثابت می‌کندکه نقاشی فیگوراتیو ازهمان ابتدادرسفال فاطمی وجودداشته‌است.سفالگران فاطمی درموردتکنیک فلزآذین مدیون عراق‌اند.اماسبک پیکره‌های سفال عباسی رانپذیرفته اندوبه جای آن دوسبک مختلف دیگررابه کارگرفته اند:
- سامرا
- هلنی

سبک سامرا از این روبه این نام خوانده می‌شود که درتکه‌های نقاشی‌های دیواری و کوزه‌های سفالین شراب بدون لعاب در حفاری‌های کاخ هاومناطق مسکونی سامرادیده شده‌اند.مانند:موسیقی دان وکاسهٔ بناکی.این سبک ازعراق به مصرانتقال یافت ولی این انتقال نه از طریق سفال که از طریق نقاشی‌های یادبودی بود.
اولین سبک درنقاشی پیکره سبک هلنی است که ازسنت‌های محلی قدیمی فراتررفته‌است.احتمال داردانتقال ازسبک سامرابه سبک بومی هلنی تدریجی اتفاق افتاده باشد.سبک وارداتی سامراجانشین وجایگزین سبک هلنی نشدوسبک جدیدی به نام سبک فاطمی به وجودنیاورد.سفال فاطمی ذاتاًجالب نیست:کیفت آن ضعیف است،اشکال جالب توجه کمی وجودداردوسنگین است.هنروالای طراحی هنرمندان فاطمی درآثاردیگری ازجمله حکاکی بر سنگ و کریستال، عاج، چوب وتزئینات گچ بری نیزنمایان شده‌است که نسبت به سفال فلزآذین عراق برتراست.

## ویژگی برخی ازسفال‌های فاطمی
1.تکه‌ای از یک کاسه (مصر.قرن10و11میلادی)
سفال نخودی باخال‌های متوسط باموادمخلوط درآن،باپوشش لعاب سفید مات وسطح بیرونی فرورفته،عریض‌ترین قسمت10سانتی متر،فقط قسمت کوچکی ازدیوارهٔ این کاسه باقی‌مانده‌است.این قطعه باصورت زنی تزئین وبافلزآذین برزمینهٔ سفیدمنقوش شده‌است.نشانه‌هایی ازتزئینات پرکنندهٔ فضادرسمت راست و همچنین الگوهای صدف شکل غیرمعمول درحاشیهٔ لبه دیده می‌شود.صورت به شیوه ای اجراشده که مختص اوایل دوران فاطمی و به سبک عباسی نزدیک است.
2.ظرف مخصوص ریختن مایع (سوریه یامصر.قرن12میلادی)
ظروف خمیرسنگی باتزئینات فلزآذین منقوش برلعاب شفاف باته رنگ سبز و پایه ی بدون لعاب،ارتفاع9.2سانتی متر،حداکثرقطر9سانتی متر، قطر پایه5سانتی متر.این ظرف کوچک باشکل کروی،پایه وگردن کوتاه وباریک،دسته‌ای گردودهانهٔ خاص باتکه‌ای شکسته،قطعه‌ای غیرمعمول است.تزئینات آن شامل نوارسفیدی برگردنه است که تکرارکلمهٔ برکه برآن دیده می‌شودوهمچنین ستاره های6پرکه به صورت یکی درمیان باد و دایره ی کوچک درقسمت پایین بدنه وجوددارد.
3.کوزه(مصر.قرن9و10میلادی)
ظروف معروف به فایومی :سفال قرمزآجری باپوشش گلابه‌ای سفیدبر آستر لعاب بی رنگ وشفاف بالکه‌های سبز، قهوه ای و ارغوانی ،ارتفاع16.1سانتی متر،حداکثرقطر13.5سانتی متر،قطرپایه7سانتی متر.این کوزهٔ کاملاًسالم نمونهٔ مرغوبی ازظروفی است که بامنطقهٔ فایوم ارتباط دارد،گرچه این نوع سفال احتمالاًدرمناطق مختلف ازجمله قاهرهٔ کهن یعنی فوستات تولیدمیشده‌اند.لکه‌های روی لعاب،که به شیوهٔ خاصی درگودال‌های کوچک جمع شده خاص ظروف فایومی است.این ظرف بایدبه پهلوپخته شده باشدزیرالکه‌های لعاب روی انحنای بدنه به اطراف پخش شده ودریک طرف به صورت قطره درآمده‌است.پایهٔ آن شیپوری شکل است وشیاری عمیق نزدیک لبهٔ آن تراشیده شده‌است.بدون لعاب است،بااین حال کمی ازلعاب بدنه روی آن پخش شده‌است.